# Blok podstawowy
Blok podstawowy – taki ciąg instrukcji, który ma tylko jedno wejście i tylko jedno wyjście, przy czym wejście do bloku znajduje się na jego początku, a wyjście na końcu. Instrukcje bloku podstawowego wykonują się wszystkie i w kolejności, w jakiej są zapisane (bezpośrednio po wykonaniu pierwszej musi zostać wykonana druga, trzecia, itd. aż do końca, zaś bezpośrednio przed wykonaniem ostatniej musiała być wykonana przedostatnia, przed-przedostatnia, itd. aż do pierwszej instrukcji bloku).
Bloki są powiązane instrukcjami goto i każdy blok kończy instrukcją która przenosi sterowanie do jakiegoś innego bloku.
Pojęcie stosowane w programach kompilujacych i dokonujących optymalizacji kodu wynikowego. W obrębie bloku opymalizator może lepiej rozplanować użycie rejestrów, zmienić kolejność instrukcji itp. tak by wygenerowany kod był mniejszy i wykonywał się szybciej.
Poniżej przedstawiono rozbicie kodu źródłowego w języku C na bloki podstawowe.
```
a += 1;
while (x>0)
{
    if(x>y)
        a += 2;
    else
        a -= 2;
    x --;
    a ++;
    b ++;
}
printf ("%d\n", a);

```

Po podzieleniu na bloki:
```
Blok 1:
	a += 1;
	goto 2;

Blok 2:
	if(x>0) goto 3; else goto 7;

Blok 3:
	if(x>y) goto 4; else goto 5;

Blok 4:
	a += 2;
	goto 6;

Blok 5:
	a -= 2;
	goto 6;

Blok 6:
	x --;
	a ++;
	b ++;
	goto 2;

Blok 7:
	printf ("%d\n", a);

```

Postać grafu bloków podstawowych jest wygodna dla wielu optymalizacji.